# Abbiategrasso (stacja kolejowa)
Abbiategrasso (włoski: Stazione di Abbiategrasso) – stacja kolejowa w Abbiategrasso, w prowincji Mediolan, w regionie Lombardia, we Włoszech. Znajduje się na linii Mediolan – Mortara.
Według klasyfikacji RFI stacja posiada kategorię srebrną.

## Historia

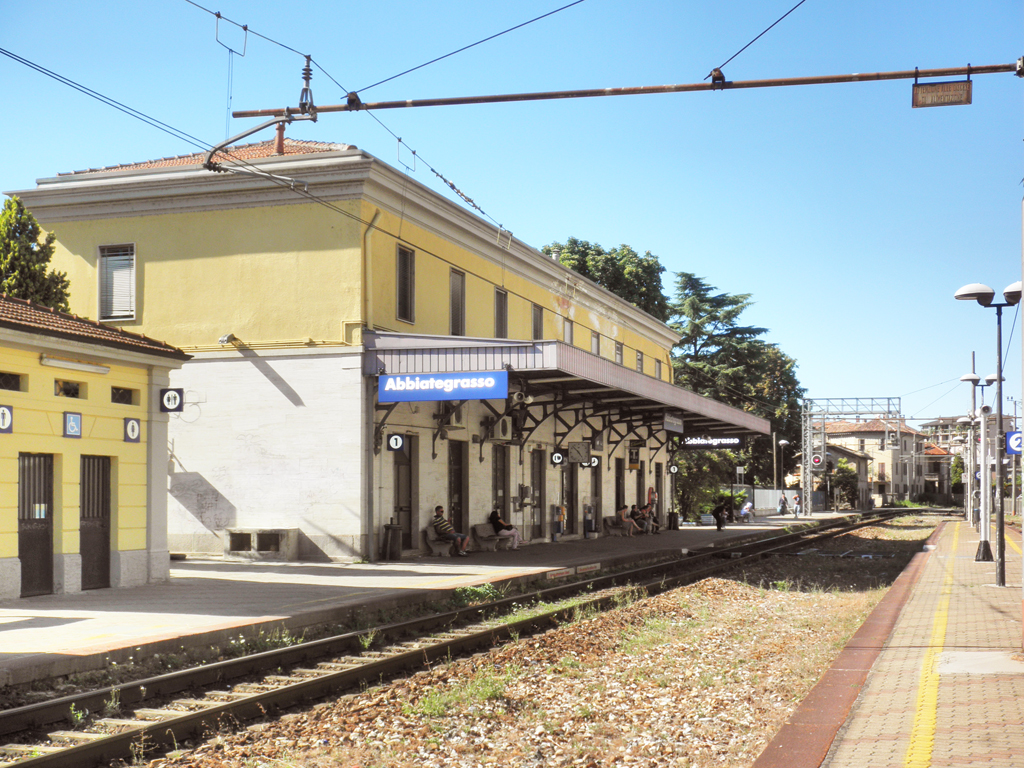
Widok na perony

Stacja została otwarta w 1870 roku, równocześnie z otwarciem trasy Vigevano-Mediolan. W 1965 roku linia została zelektryfikowana napięciem stałym 3 kV.

## Linie kolejowe
- Mediolan – Mortara

## Infrastruktura
Stacja posiada dwa perony i dwa tory, które pozwalają na mijanie pociągów na stacji. Wcześniej istniał jeszcze 3 tory przy peronie 2, ale został zdemontowany.
Dwupiętrowy budynek pasażerski przylega bezpośrednio do peronu 1.

## Ruch pociągów
Stacja jest obsługiwana przez pociągi regionalne Trenord na linii Mediolan-Mortara, co godzinę. W godzinach szczytu, niektóre pociągi są wydłużane od Mortary do Alessandrii.